# Мун Сан Мьон
Сан Мьон Муун (роден с името Мун Йонг-мьонг) е корейски религиозен лидер и бизнесмен, основател на Обединителната църква (често превеждана като Църква на обединението на Муун).
Сред по-известните му бизнес начинания са вестник The Washington Times, собственост на международен медиен конгломерат, притежаван от Обединителната църква, и Tongil Group – южнокорейска бизнес група, занимаваща се с фармацевтика, туризъм и издателски бизнес. Сан Мьон и съпругата му Хак Джа Хан се радват на широка медийна популярност с дейността си по извършване на „масови сватби“ от 60-те години на 20 век до днес. Двамата имат 14 деца и над 50 внуци.
Муун твърди, – и се смята от членовете на църквата му, че е така, – че той е месия, предвещаващ Второто пришествие на Христос, както и че изпълнява недовършената мисия на Иисус. Поради религиозните си вярвания и политическия си активизъм, често е определян като един от най-спорните религиозни лидери.
На 26 октомври 2006 г. българското Министерство на вътрешните работи забранява на Муун да влезе в страната, за да основе – в рамките на обиколката си в сто града в целия свят – български клон на новата си организация „Вселенска федерация за мир“. Забраната е мотивирана с „усложнената ситуация в страната“, настъпила след убийството в предходния ден в София на известния банкер Емил Кюлев.
На 27 януари 2011 г. Европейският съд по правата на човека в Страсбург (ЕСПЧ) постановява решение по делото Бойчев и други срещу България. Делото засяга нахлуване на 6 април 1997 г. на няколко полицейски служители в дома на единия от жалбоподателите в Благоевград по време на сбирка на последователи на Обединителната църква на преподобния Муун, която по това време е нерегистрирана. Решението е в полза на жалбоподателите и е за нарушаване на правото на свобода на религията и убежденията.

## Смърт
На 14 август 2012 г. след прекарана пневмония Муун е приет в болница „Св. Мария“ към Корейския католически университет в Сеул. На 15 август е съобщено, че е тежко болен и е на апаратно дишане.
Муун почива на 92-годишна възраст в болница, собственост на Обединителната църква, в Гапьонг, североизточно от Сеул около 1:54 ч. сутринта на 3 септември 2012 г.